# Suzuki Fronte
Suzuki Fronte (яп. スズキ・フロンテ) — автомобіль, який вперше був представлений у березні 1962 року як версія седана Suzulight Van. Назва використовувалася для седанів Suzuki Kei, а також для деяких інших транспортних засобів комерційного призначення, доки у вересні 1988 року її не замінило Suzuki Alto (спочатку використовувалося лише для комерційних автомобілів). Слово «fronte» означає «лоб» або «спереду», натякаючи на те, що автомобіль передньопривідний.

## Галерея

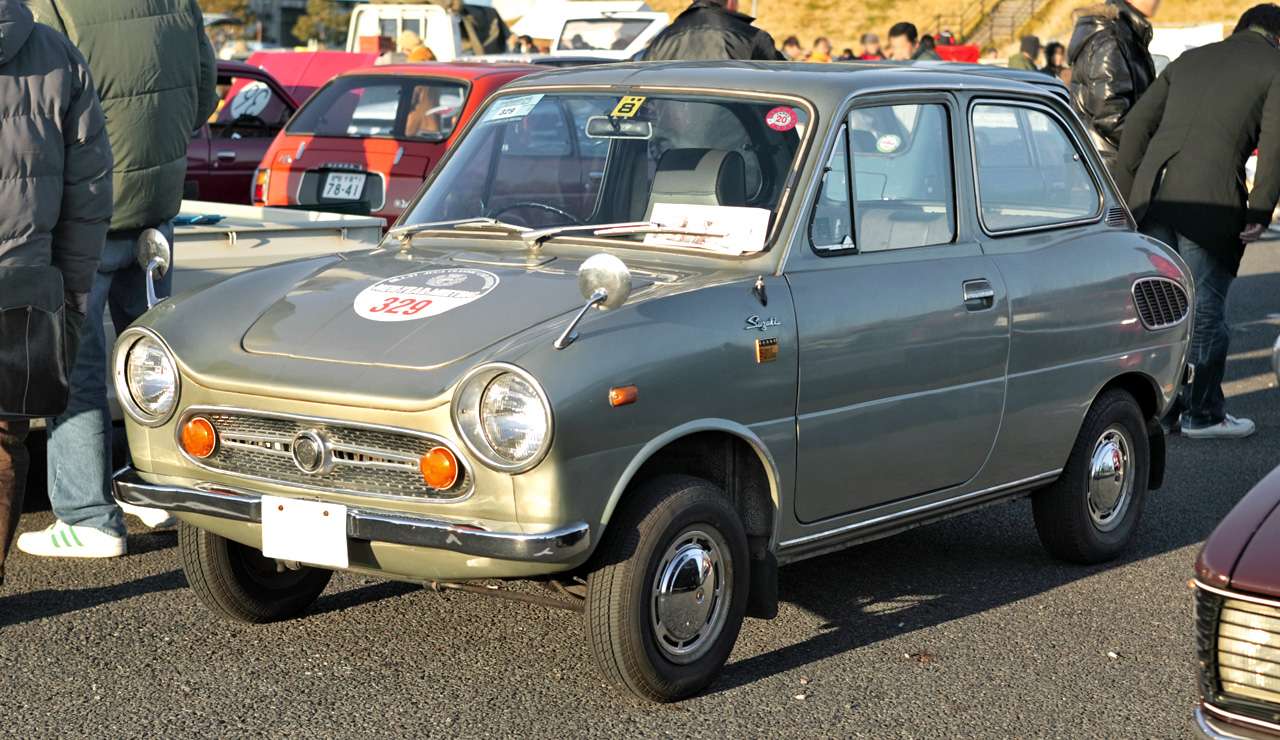
Suzuki Fronte 360
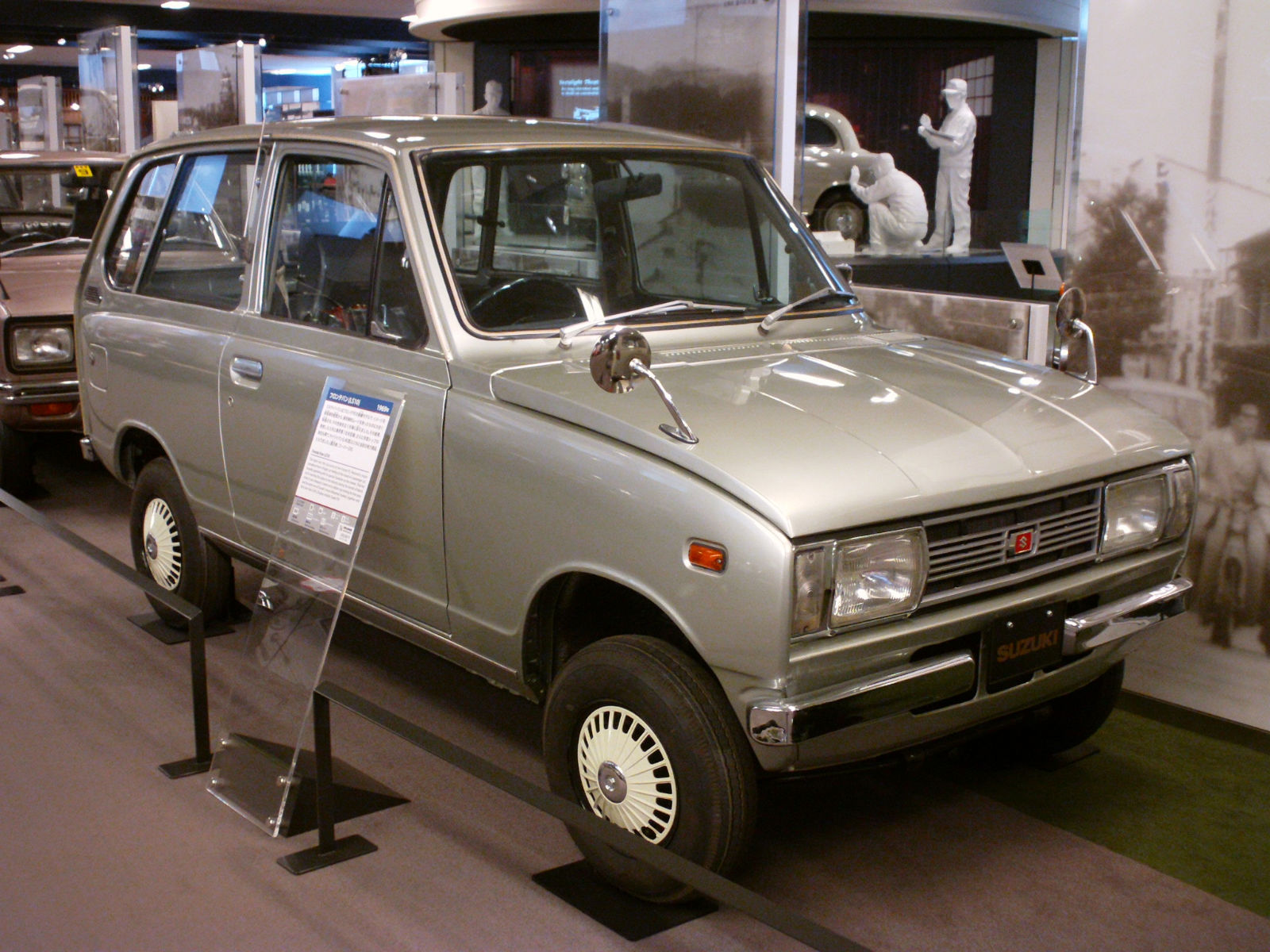
Suzuki Fronte Van 1969
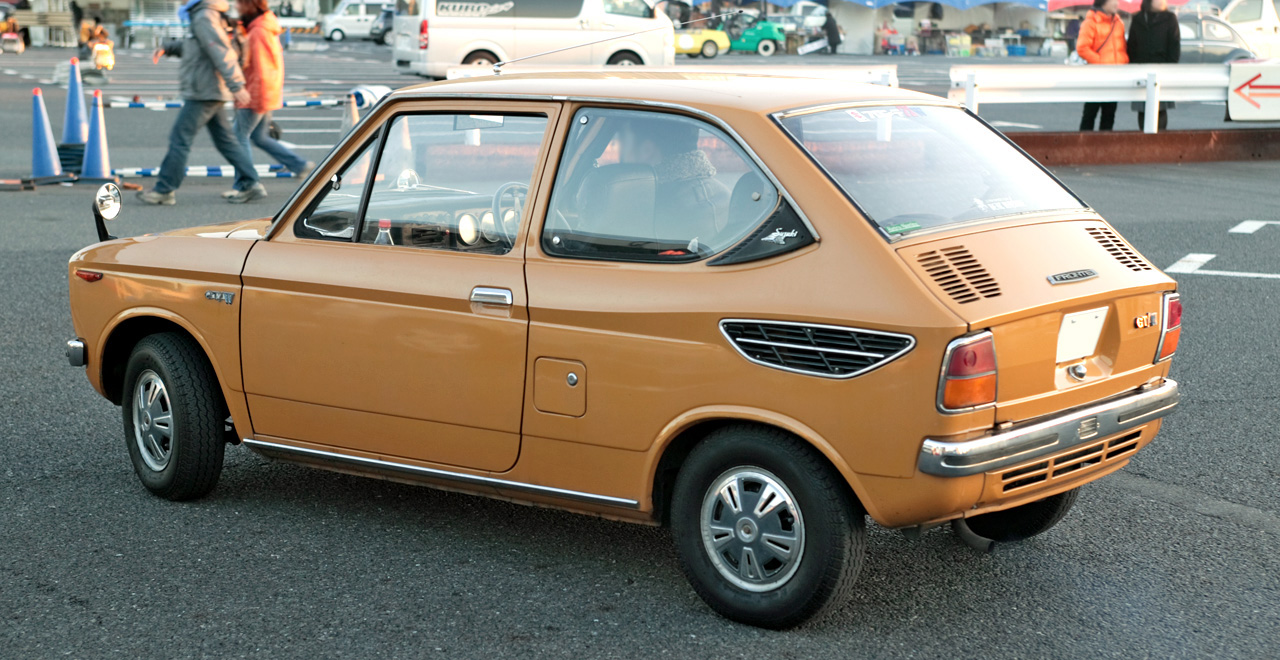
Suzuki Fronte 71
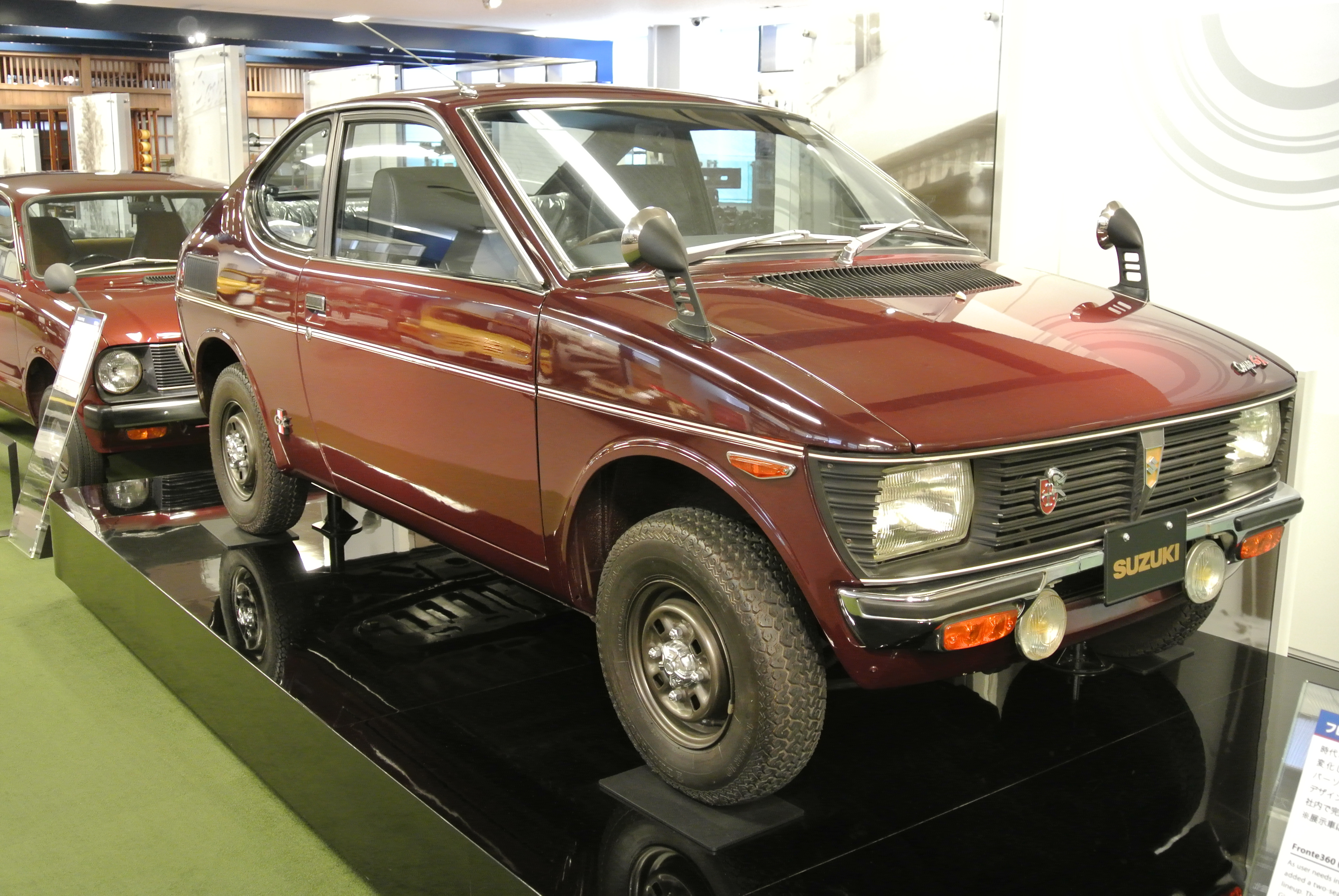
Suzuki Fronte Coupé
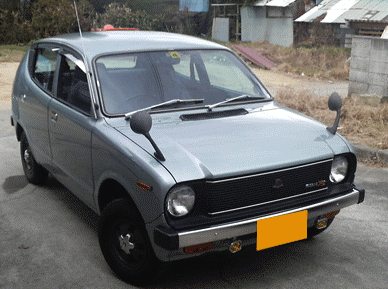
Suzuki Fronte 7-S
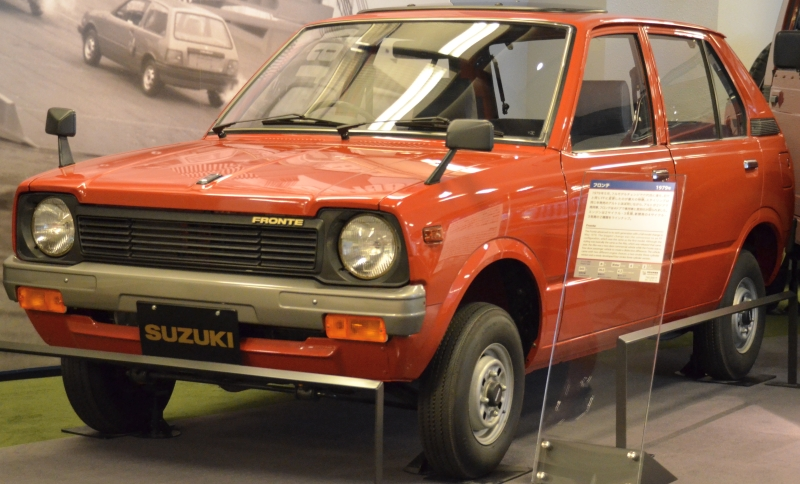
Suzuki Fronte SS30/SS40